# Selenicereus anthonyanus
Selenicereus anthonyanus és una espècie fanerògama que pertany a la família de les cactàcies (Cactaceae).

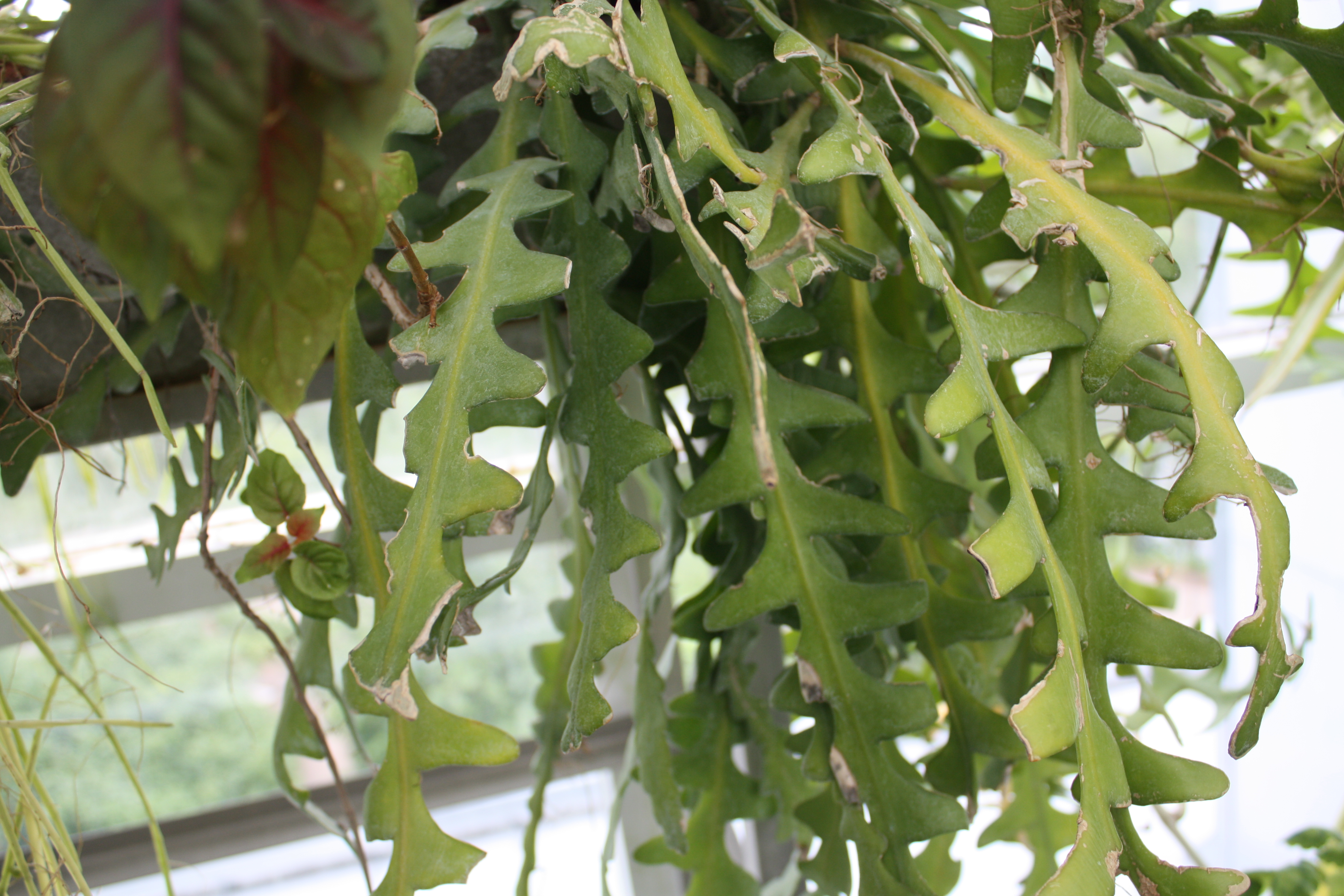
Detall de les fulles

## Descripció
Selenicereus anthonyanus és una planta enfiladissa amb floc inserit i branques aplanades de color verd brillant que poden arribar fins a 1 metre (i més). Les fragants flors fan de 10 a 12 cm de llarg i poden assolir un diàmetre de 15 a 17 centímetres. Les bràctees exteriors són de color porpra. Les bràctees interiors són ascendents, de color crema i flors amb el coll groc cap a fora. Els fruits són rodons o ovals i de fins a 6 cm. N'estan plens d'arèoles espinoses, que cauen al madurar.

## Distribució
Selenicereus anthonyanus es troba al sud de Mèxic en els estats de Chiapas, Oaxaca, Tabasco i Veracruz.

## Taxonomia
Selenicereus anthonyanus va ser descrita per (Alexander) D.R.Hunt i publicat a Bradleya; Yearbook of the British Cactus and Succulent Society 7: 93. 1989.
Etimologia
Selenicereus: nom genèric es deriva del grec Σελήνη (Selene), la deessa de la lluna i cereus, que significa 'espelma' en llatí, en referència a les flors nocturnes.
anthonyanus: epítet nomenat en honor de Harold E. Anthony qui va descobrir l'espècie el 1950.
Sinonímia
- Cryptocereus anthonyanus[2]